# العلاقات السعودية الإثيوبية
العلاقات السعودية الإثيوبية هي العلاقات الثنائية التي تجمع بين السعودية وإثيوبيا.

## مقارنة بين البلدين
هذه مقارنة عامة ومرجعية للدولتين:
| وجه المقارنة                                              | السعودية        | إثيوبيا                        |
| --------------------------------------------------------- | --------------- | ------------------------------ |
| المساحة (كم2)                                             | 2.25 مليون      | 1.10 مليون                     |
| عدد السكان (نسمة)                                         | 33.00 مليون     | 104.96 مليون                   |
| الكثافة السكانية (ن./كم²)                                 | 14.67           | 95.42                          |
| العاصمة                                                   | الرياض، الدرعية | أديس أبابا                     |
| اللغة الرسمية                                             | اللغة العربية   | اللغة الأمهرية                 |
| العملة                                                    | ريال سعودي      | بير إثيوبي                     |
| الناتج المحلي الإجمالي (بليون دولار)                      | 683.83 مليار    | 80.56 مليار                    |
| الناتج المحلي الإجمالي (تعادل القوة الشرائية) بليون دولار | 1.69 تريليون    | 161.90 مليار                   |
| الناتج المحلي الإجمالي الاسمي للفرد دولار أمريكي          | 20.48 ألف       | 619                            |
| الناتج المحلي الإجمالي للفرد دولار أمريكي                 | 52.01 ألف       | 1.50 ألف                       |
| مؤشر التنمية البشرية                                      | 0.837           | 0.442                          |
| رمز المكالمات الدولي                                      | +966            | +251                           |
| رمز الإنترنت                                              | .sa             | .et                            |
| المنطقة الزمنية                                           | ت ع م+03:00     | ت ع م+03:00، توقيت شرق أفريقيا |

## منظمات دولية مشتركة
يشترك البلدان في عضوية مجموعة من المنظمات الدولية، منها:
| علم المنظمة | اسم المنظمة                        | تاريخ انضمام السعودية | تاريخ انضمام إثيوبيا |
| ----------- | ---------------------------------- | --------------------- | -------------------- |
|             | الاتحاد البريدي العالمي            | ?                     | ?                    |
|             | مؤسسة التنمية الدولية              | 30 ديسمبر 1960        | 11 أبريل 1961        |
|             | منظمة حظر الأسلحة الكيميائية       | ?                     | ?                    |
|             | الأمم المتحدة                      | 24 أكتوبر 1945        | 13 نوفمبر 1945       |
|             | وكالة ضمان الاستثمار متعدد الأطراف | 12 أبريل 1988         | 13 أغسطس 1991        |
|             | منظمة الشرطة الجنائية الدولية      | 13 يونيو 1956         | ?                    |
|             | مؤسسة التمويل الدولية              | 18 سبتمبر 1962        | 20 يوليو 1956        |
|             | البنك الدولي للإنشاء والتعمير      | 26 أغسطس 1957         | 27 ديسمبر 1945       |
|             | الاتحاد الدولي للاتصالات           | 7 فبراير 1949         | 20 فبراير 1932       |
|             | البنك الإفريقي للتنمية             | 4 أغسطس 1963          | ?                    |
|             | يونسكو                             | 4 نوفمبر 1946         | 1 يوليو 1955         |

## أعلام
هذه قائمة لبعض الشخصيات التي تربطها علاقات بالبلدين:
- بندر بن سلطان بن عبد العزيز آل سعود (2 مارس 1949 – )
- محمد العمودي (رجل أعمال أثيوبي، 28 مارس 1946 – )

## وصلات خارجية
- موقع وزارة الخارجية السعودية
- موقع وزارة الخارجية الإثيوبية